# Мисс США 2020
Мисс США 2020 (англ. Miss USA 2020) — 69-й национальный конкурс красоты Мисс США. Первоначально, конкурс планировался весной 2020 года, но был перенесён из-за пандемии COVID-19 и перенесён на 9 ноября 2020 года в «Exhibition Centre and the Soundstage», Грейсленд, Мемфис, Теннесси Акбар Гбаджабиямила и Элли Лафорс стали ведущими вечера, а Чесли Крист и Кристиан Мерфи стали закулисными комментаторами. Певица Хейли Рейнхарт выступила с песнями в интервал-акте. В конце конкурса, Чесли Крист передала корону новой победительнице Ася Бранч. Это первая победа штата Миссисипи на конкурсе «Мисс США». Бранч представляла США на международном конкурсе Мисс Вселенная 2020 и вошла в Топ 21.
Телеканал FYI транслировали конкурс красоты заменив Fox, который показывал с 2016 года. Шоу был показан снова 18 ноября 2020 на YouTube. Для этого конкурса красоты была изготовлена новая корона от Mouawad, сменив Mikimoto Crown.
Третий год подряд конкурс проводился параллельно с конкурсом красоты для девушек подростков Юная мисс США 2020. Это был последний раз, когда «Miss Universe Organization» была разделена на отдельную организацию, начиная с Мисс США 2021.

## Закулисье

### Локация

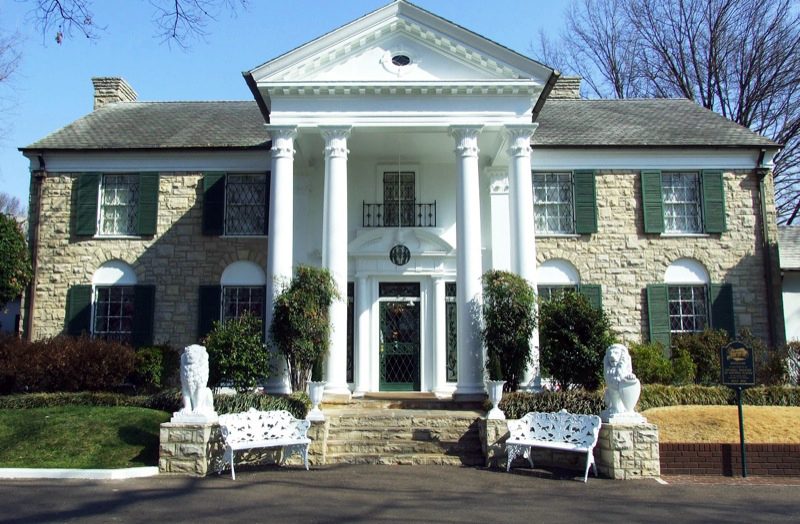
Грейсленд в Мемфисе, место проведения конкурса красоты.

30 августа 2020 года, руководителями Грейсленд было анонсировано, что 9 ноября на территории пройдёт конкурс красоты «Miss Universe Organization» позже было подтверждено, что конкурс должен проведён в Грейсленде на следующий день. Это впервые, начиная с Мисс США 1983, что штат Теннесси будет проводить конкурс.

### Ведущие и исполнитель
22 октября было анонсировано, что ведущими конкурса станут Акбар Гбаджабиямила и Элли Лафорс, а Чесли Крист и Кристиан Мерфи будут закулисными ведущими. Гбаджабиямила является комментатором на телевизионном шоу American Ninja Warrior и в прошлом профессиональным футбольным игроком, Лафорс в прошлом победительница Юная мисс США 2005 и работала спортивным репортёром на телеканалах Fox и Turner Sports.
В тот же день, участница 10 сезона реалити-шоу American Idol — Хейли Рейнхарт была анонсирована в роли музыкального гостя.

### Выбор участниц
Участницы из 50 штатов и Округа Колумбия выбирались с сентября 2019 года в региональных конкурсах конкурсах, которые окончились в феврале 2020 года. Штат Техас стал первым штатов, в котором был проведён местный конкурс красоты 1 сентября 2019 года. Последним штатом проведения стал Кентукки с датой проведения 1 февраля 2020 года. Девять конкурсанток в прошлом участвовали в Юной мисс США, шесть в Мисс Америка, одна в Выдающийся подросток Мисс Америки, одна в Мисс Земля США и одна в Мисс Земля 2017.
Рэйчел Слоусон, «Мисс Юта 2020», стала первой открытой ЛГБТ женщиной участвовавшей в конкурсе красоты; Слоусон идентифицирует себя, как Квир. Одна из обладательниц титула была заменена другой участницей. Кэти Бознер, победительница «Мисс Вайоминг 2020», сняла с себя титул за три недели до участия в Мисс США 2020, из-за учёбы в школе оптометрии. Её заменила Лекси Ревелли, которая была Первой вице мисс «Мисс Вайоминг 2020».

### COVID-19 ограничения
Конкурс был затронут пандемией COVID-19. Были ведены ограничения, такие меры, как тестирование на коронавирусную инфекцию COVID-19 и социальное дистанцирование, на аудиторию всего до 300 зрителей, как для предварительных, так и для финального соревнования, как для участников, так и для сотрудников. Другие мероприятия, такие как предпраздничные мероприятия, были отменены, в том числе брифинги для прессы

## Результаты

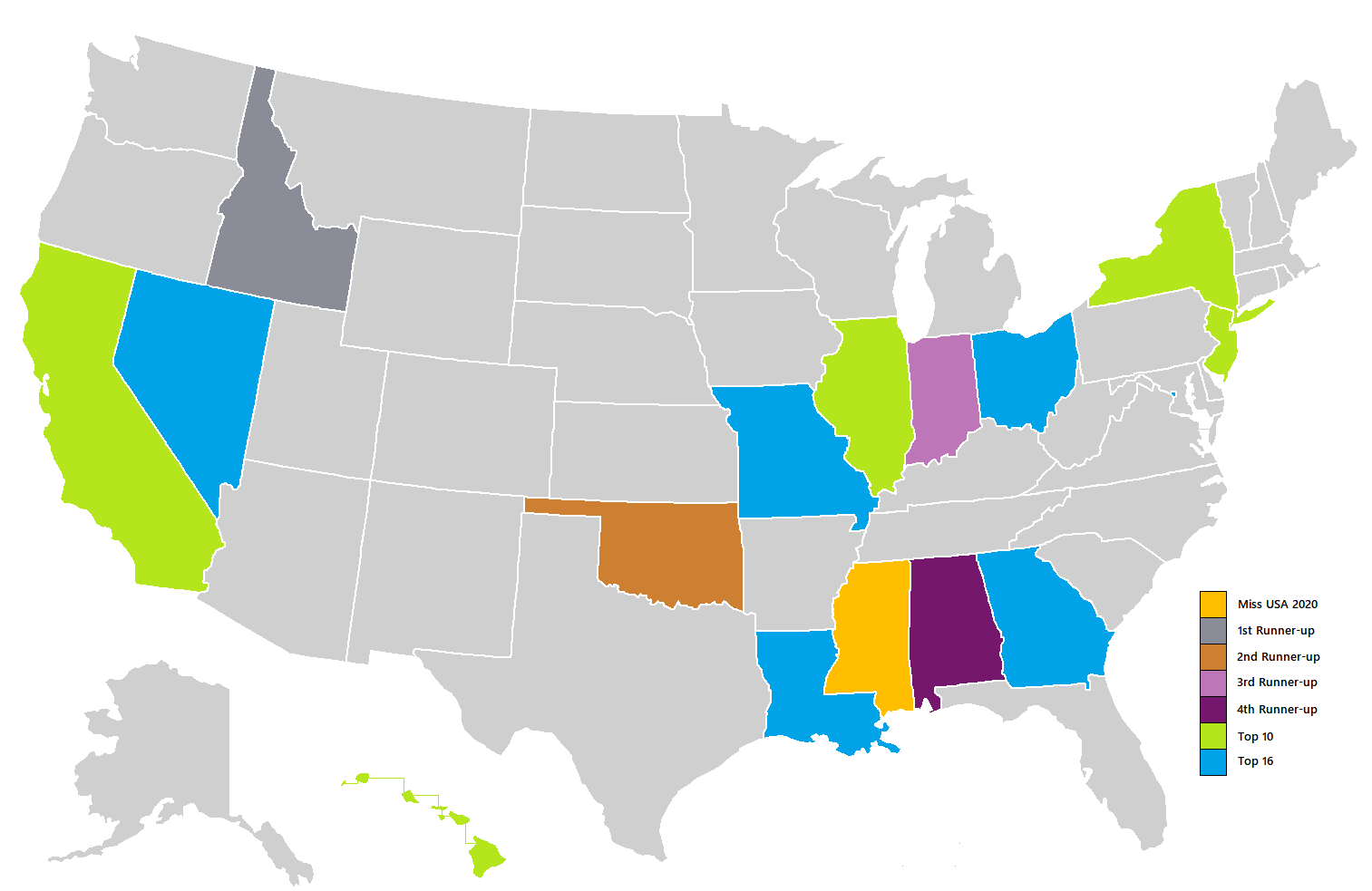
Результаты конкурса красоты

| Итоговый результат | Участница |
| ------------------ | --- |
| Мисс США 2020      | - Миссисипи — Ася Бранч |
| 1-я Вице мисс      | - Айдахо — Ким Лэйн |
| 2-я Вице мисс      | - Оклахома — Мэрайя Дэвис |
| 3-я Вице мисс      | - Индиана — Алексис Лет |
| 4-я Вице мисс      | - Алабама — Келли Хатчинсон |
| Топ 10             | - Калифорния — Аллишиа Гупта - Гавайи — Саманта Нейланд - Иллинойс — Оливия Пура - Нью-Джерси — Джина Меллиш - Нью-Йорк — Андрея Гибо                                             |
| Топ 16             | - Вашингтон (округ Колумбия) — Сьерра Джексон - Джорджия — Алисса Бизли - Луизиана — Мэрайя Клэйтон - Миссури — Мегин Келли - Невада — Виктория Олона § - Огайо — Стефани Миранда |

§ — Победитель голосования фанатов

### Специальная награда
| Мисс Конгениальность | - Вашингтон — Имани Блэкмон |

## Конкурс

### Предварительный тур
Перед финальным мероприятием, конкурсантки приняли участие в предварительном туре, в котором были — частное интервью с судьями и презентационное шоу, где они участвовали в выходе купальных костюмах и вечерних платьях. Данный тур состоялся 6 ноября в «Graceland Exhibition Center» ведущими вечера стали Кристианом Мерфи и Чесли Крист

### Финалы
Впервые, начиная с Мисс США 2012, количество конкурсанток-финалисток увеличилось до 16, по сравнению с 15 в предыдущие годы. Шестнадцатая конкурсантк была определена в результате онлайн-голосования зрителями. Во время выступления в финале, шестнадцать участниц выходили соревновались в купальниках, а Топ 10 в вечерних платьях. Топ 5 вернулись к формату, начиная с Мисс США 2015, где пять конкурсанток участвовали в двух турах вопросах. Победительницу и Первую вице-мисс определяла судейская коллегия..

### Судьи
- Кэролайн Аронсон — бизнес-леди и парикмахер[13]
- Линнетт Коул — победительница Мисс США 2000[13]
- Эбби Хорначек — журналист видео стримингового канала Fox Nation[англ.] и медийная личность[13]
- Глория Мэйфилд Бэнкс — motivational speaker, author, and entrepreneur[13]
- Кимберли Пресслер — победительница Мисс США 1999[13]
- Сьюзан Яра — бизнес-леди и Интернет-знаменитость[13]

## Участницы
Список участниц:
| Штат                       | Участница           | Возраст | Родной город/регион | Место                | Заметки |
| -------------------------- | ------------------- | ------- | ------------------- | -------------------- | --- |
| Алабама                    | Келли Хатчинсон     | 23      | Оберн               | 4-я Вице мисс        | В прошлом «Выдающийся подросток Мисс Джорджия 2013» |
| Аляска                     | Ханна Карлайл       | 25      | Фэрбанкс            |                      | |
| Аризона                    | Есения Видалес      | 24      | Финикс              |                      | |
| Арканзас                   | Хейли Понтий        | 24      | Хьюстон             |                      | |
| Калифорния                 | Аллишиа Гупта       | 26      | Лос-Анджелес        | Топ 10               | |
| Колорадо                   | Эмили Демур         | 22      | Боулдер             |                      | |
| Коннектикут                | Челси Демби         | 24      | Фармингтон          |                      | |
| Делавэр                    | Кэти Геварра        | 27      | Миддлтон            |                      | |
| Вашингтон (округ Колумбия) | Сьерра Джексон      | 28      | Вашингтон           | Топ 16               | В прошлом «Мисс Округ Колумбия 2016» |
| Флорида                    | Моник Эванс         | 28      | Нейплс              |                      | В прошлом «Мисс Техас 2014» |
| Джорджия                   | Алисса Бизли        | 22      | Брансуик            | Топ 16               | В прошлом «Мисс Джорджия 2017» |
| Гавайи                     | Саманта Нейланд     | 24      | Гонолулу            | Топ 10               | Первая афроамериканка завоевавшая титул «Мисс Гавайи США» В прошлом «Юная мисс Гавайи 2013»                                                                                                   |
| Айдахо                     | Ким Лэйн            | 26      | Нампа               | 1-я Вице мисс        | В прошлом «Юная мисс Айдахо 2012» |
| Иллинойс                   | Оливия Пура         | 22      | Чикаго              | Топ 10               | В прошлом «Юная мисс Иллинойс 2016» |
| Индиана                    | Алексис Лет         | 24      | Нью-Олбани          | 3-я Вице Мисс        | |
| Айова                      | Морган Кофоид       | 23      | Леон                |                      | В прошлом «Юная мисс Айова 2013» |
| Канзас                     | Хайден Бракс        | 21      | Линвуд              |                      | |
| Кентукки                   | Лекси Илз           | 24      | Луисвилл            |                      | |
| Луизиана                   | Мэрайя Клэйтон      | 24      | Захари              | Топ 16               | |
| Мэн                        | Юлия Ван Стинбергхе | 22      | Олд-Таун            |                      | |
| Мэриленд                   | Тэлир Робинсон      | 28      | Аннаполис           |                      | Участвовала в The Vineyard |
| Массачусетс                | Сабрина Виктор      | 23      | Броктон             |                      | |
| Мичиган                    | Шанель Джонсон      | 27      | Детройт             |                      | |
| Миннесота                  | Тейлор Фонди        | 22      | Блейн               |                      | Бывшая участница «Minnesota Vikings Cheerleaders» |
| Миссисипи                  | Ася Бранч           | 22      | Бонвиль             | Мисс США 2020        | Первая афроамериканка завоевавшая титул «Мисс Миссисипи» В прошлом «Мисс Миссисипи 2018» |
| Миссури                    | Мегин Келли         | 24      | Канзас-Сити         | Топ 16               | |
| Монтана                    | Мерисса Андервуд    | 28      | Мизула              |                      | |
| Небраска                   | Меган Свонсон       | 27      | Омаха               |                      | В прошлом «Мисс Небраска 2014» |
| Невада                     | Виктория Олона      | 27      | Лас-Вегас           | Топ 16               | Победительница зрительского голосования |
| Нью-Гэмпшир                | Алисса Фернандес    | 26      | Мерримак            |                      | |
| Нью-Джерси                 | Джина Меллиш        | 21      | Оушенпорт           | Топ 10               | В прошлом «Юная мисс Нью-Джерси 2016» |
| Нью-Мексико                | Сесилия Родригес    | 28      | Лас-Крусес          |                      | |
| Нью-Йорк                   | Андрея Гибо         | 25      | Бруклин             | Топ 10               | В прошлом Мисс Земля США 2017 |
| Северная Каролина          | Джейн Акшой         | 22      | Шарлотт             |                      | В прошлом «Юная мисс Северная Каролина 2015» |
| Северная Дакота            | Мэйси Кристиансон   | 24      | Майнот              |                      | В прошлом «Мисс Северная Дакота 2016» |
| Огайо                      | Стефани Миранда     | 26      | Кэмпбэлл            | Топ 16               | |
| Оклахома                   | Мэрайя Дэвис        | 24      | Норман              | 2-я Вице мисс        | |
| Орегон                     | Катерина Виллегас   | 27      | Хилсборо            |                      | |
| Пенсильвания               | Виктория Пикут      | 24      | Питтсбург           |                      | |
| Род-Айленд                 | Джонет Нишель       | 25      | Норт-Провиденс      |                      | Бывшая участница «New England Patriots Cheerleaders» |
| Южная Каролина             | Ханна Джейн Карри   | 21      | Гринвилл            |                      | |
| Южная Дакота               | Калани Йоргенсен    | 26      | Су-Фолс             |                      | В прошлом «Юная мисс Южная Дакота 2012» |
| Теннесси                   | Джастис Инлоу       | 26      | Нашвилл             |                      | |
| Техас                      | Тейлор Кесслер      | 24      | Хьюстон             |                      | |
| Юта                        | Рейчел Славсон      | 25      | Прово               |                      | Первый открытый ЛГБТ участниц на национальном конкурсе красоты «Мисс США» |
| Вермонт                    | Шанна Веллер        | 24      | Мидлбьюри           |                      | |
| Виргиния                   | Сьюзи Эванс         | 27      | Покосон             |                      | В прошлом «Юная мисс Виргиния 2011» |
| Вашингтон                  | Имани Блэкмон       | 25      | Такома              | Мисс Конгениальность | В прошлом «Юная мисс Вашингтон 2013» |
| Западная Виргиния          | Шарлотта Беллотта   | 26      | Чарльз-Таун         |                      | |
| Висконсин                  | Габриэлла Дейи      | 28      | Мадисон             |                      | |
| Вайоминг                   | Лекси Ревелли       | 26      | Лиман               |                      | Первоначально заняла второе место, но получила титул после того, как победительница Кэти Бознер отказалась от титула за три недели до начала Мисс США из-за своих академических обязательств. |

## Заметка
1. ↑  Несмотря на то, что Хейли Рейнхарт решила не ехать в Мемфис, в город проведения конкурса красоты, она записала заранее песню Элвиса Пресли Can’t Help Falling in Love для выхода в вечерних платьях
2. ↑  На момент участия в конкурсе